# Kanton Cannes-Est
Kanton Cannes-Est (fr. Canton de Cannes-Est) je francouzský kanton v departementu Alpes-Maritimes v regionu Provence-Alpes-Côte d'Azur. Tvoří ho pouze východní část města Cannes.